# WorldWide Telescope
WorldWide Telescope – program na licencji freeware, symulator planetarium, pozwala na przeglądanie obszernych zbiorów zdjęć nieba, panoram oraz trójwymiarowych modeli planet Układu Słonecznego. W programie udostępniono zdjęcia m.in. z teleskopów Hubble’a, Spitzera, Chandra.
Program pozwala również na sterowanie teleskopem za pomocą sterownika ASCOM.

## Podstawowe funkcje
- Tryby – symulacja/czas rzeczywisty
- Szczegółowe informacje o wybranym obiekcie
- Widok z lokalizacji obserwatora
- Wyszukiwarka obiektów
- Tematyczne prezentacje

## Warstwy zdjęć
- Digitalized Sky Survey
- VLSS – fale radiowe (obserwatorium radioastronomiczne VLA)
- WMAP – mikrofalowe promieniowanie tła
- SFD – promieniowanie  podczerwone
- IRIS – promieniowanie podczerwone (satelita IRAS)
- 2MASS – bliska podczerwień
- Hydrogen Full Sky Map
- SDSS
- Tycho
- USNOB
- GALEX – promieniowanie ultrafioletowe
- RASS – promieniowanie rentgenowskie (satelita ROSAT)
- Fermi – Promieniowanie gamma (kosmiczne obserwatorium GLAST)